# Джерело № 4 (Рахів)
Джерело № 4 (Рахів) — гідрологічна пам'ятка природи місцевого значення в Україні. Розташована в межах Рахівського району Закарпатської області, на північний захід від центральної частини міста Рахів, при вул. Буркут. 
Площа 0,5 га. Статус надано згідно з рішенням Закарпатського облвиконкому від 23.10.1984 року № 253. Перебуває у віданні Рахівської міської ради. 
Статус надано з метою збереження джерела мінеральної води. Вода вуглекисла, гідрокарбонатно-кальцієво-магнієва. Мікроелементи — марганець, нікель, цинк. Для лікування захворювань органів травлення.